# Geschichte Chittagongs

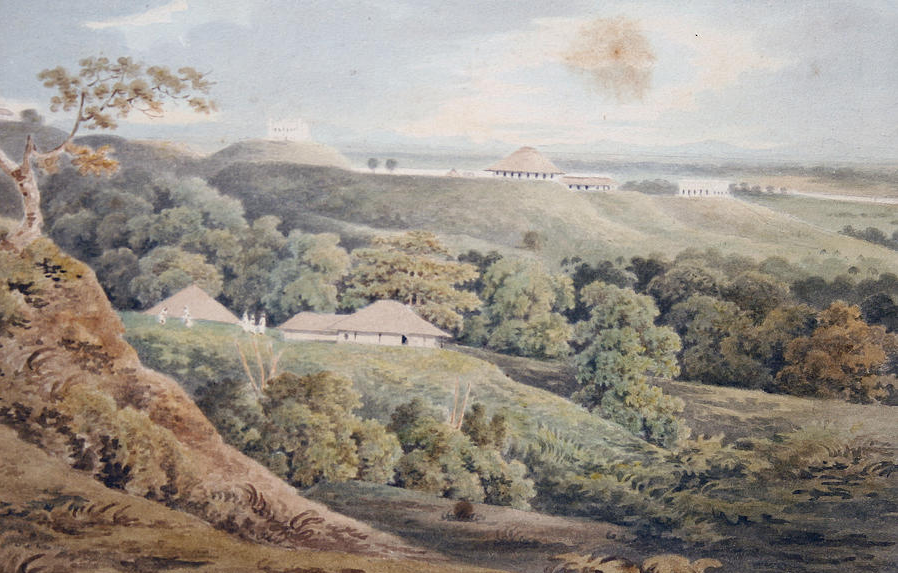
Chittagong auf einem Gemälde von 1822

Die Geschichte Chittagongs, der zweitgrößten Stadt von Bangladesch, ist durch ihre Lage als Hafenstadt am Golf von Bengalen und im Grenzgebiet zwischen dem indischen Subkontinent und Südostasien geprägt. Als wichtiges Handelszentrum wechselte sie mehrmals ihren Besitzer, was sich in der Bevölkerung widerspiegelt. Der lokale Dialekt weist Lehnwörter aus dem Arabischen, Persischen, Englischen und Portugiesischen auf. Auch wenn der Islam, wie überall in Bangladesch, hier die am stärksten verbreitete Religion ist, ist der Anteil der religiösen Minderheiten der Hindus (13,76 %) und Theravada-Buddhisten (2,01 %) in Chittagong größer.

## Von der Frühzeit bis zum Mittelalter

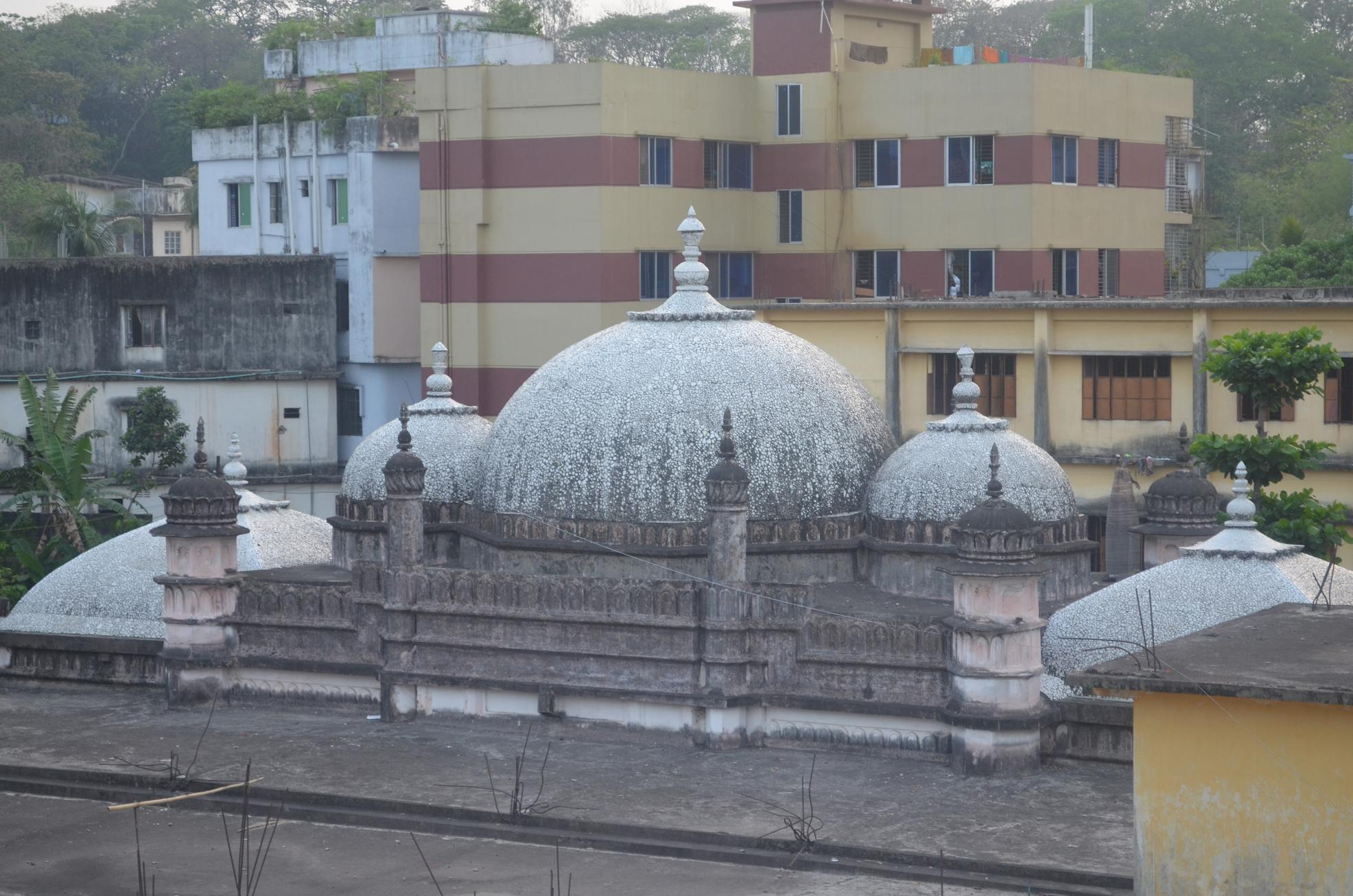
Die Moschee Kadam Mubarak stammt aus dem Mittelalter

Im etwa 35 Kilometer nördlich gelegenen Sitakunda wurden 1886 Werkzeuge aus der Zeit zwischen 5000 und 3000 v. Chr. gefunden, so dass man von einer Besiedlung der Region um Chittagong bereits in der Jungsteinzeit ausgeht. Faustkeile und Meißel deuten auf Beziehungen zu den Produktionsstätten in Westbengalen und Bihar hin. Eine Stadt mit Hafen lässt sich bis in das 4. Jahrhundert v. Chr. zurückverfolgen. Malaiische Quellen berichten von der damaligen Reise des Seefahrers Buddha Gupta von Chittagong nach Malaya. Auch im Periplus Maris Erythraei aus dem 1. Jahrhundert n. Chr. und in Beschreibungen von Claudius Ptolemäus (2. Jahrhundert n. Chr.) erscheint bereits der Hafen von Chittagong. Antike griechisch-römische Quellen nennen die Stadt „Pentapolis“. Bei Arabern und Persern hieß sie vom 9. bis 14. Jahrhundert „Samandar“ und „Sudkawan“, „Shatijam“ oder „Che-ti-chiang“ vom 14. bis zur ersten Hälfte des 16. Jahrhunderts. Andere alte Namen und Schreibweisen waren Chatigan, Chatigam und Chittigon. Weitere Berichte gibt es von den Chinesen Xuanzang (7. Jahrhundert) und Ma Haen (1405) und Ibn Battūta (14. Jahrhundert). Für arabische Händler war Chittagong, neben Dbol (bei Karatschi) und Calicut der dritte Hafen des indischen Subkontinents, den sie bis in das 8. Jahrhundert als einzige besuchten. 1154 berichtet al-Idrisi von einer florienden Handelsroute zwischen Basra und Chittagong. 1405 ankerte der chinesische Admiral Zheng He mit seiner Flotte in Chittagong.

## Bengalische und paschtunische Herrschaft
Die Region gehörte zunächst zu den bengalischen Reichen von Samatata und Harikela; die Dynastien der Varman, Chandra und Deva herrschten über das Gebiet.
1340 eroberte Fakhruddin Mubarak Shah, Sultan des im heutigen Zentrum von Bangladesch liegenden Sonargaon Chittagong und machte die Stadt zum Seehandelszentrum seines bengalischen Reiches, indem er sie an die Straße nach Westbengalen und der großen Handelsstraße Nordindiens anschloss. Shamsuddin Ilyas Shah, der erste unabhängige Sultan von Bengalen, tötete Ezhatiar Uddin Gazi Shah, den Sohn von Fakhruddin Mubarak Shah und unterwarf Sonargaon in den Jahren 1352/53. Chittagong wurde zum Haupthafen von Bengalen. Raja Ganesha und seine Nachkommen unterbrachen die Herrschaft der Dynastie Ilyas Shahi im Jahr 1414, bis sie 1435 mit Nasiruddin Mahmud Shah wieder die Macht in Bengalen übernahm. Von 1487 bis 1494 folgte die Dynastie Habshi und schließlich von 1494 bis 1538 die Dynastie Hussain Shahi.
1517 erreichten die Portugiesen erstmals Chittagong, das sie Porto Grande de Bengala (deutsch Großer Hafen von Bengalen) nannten. Chittagong taucht auch im portugiesischen Nationalepos, den Lusiaden auf. Der erste Kontakt dort zwischen Portugiesen und Bengalen verlief bereits nicht sehr freundlich. Portugals Gesandter João da Silveira war vom bengalischen Wesir ziemlich unhöflich behandelt worden, was ihm in Erinnerung blieb, als er weiter nach Mrauk U reiste, der Hauptstadt Arakans. Der Empfang des bis dato noch Bengalen tributpflichtigen Königs Min Yaza war deutlich interessierter. Die Arakanesen erkannten die Portugiesen als Möglichkeit, zu alter Stärke zurückzukehren. Trotz Geschenke misstraute Silveira nach den schlechten Erfahrungen in Chittagong den Arakanesen, weswegen Portugal Arakan gegenüber zunächst feindlich gegenüber stand. In den folgenden Jahren gab es immer wieder portugiesische Angriffe auf Arakan als Vergeltung für Beutezüge arakanesischer Piraten. Allerdings saßen die Portugiesen einer Fehlinformation auf, handelte es sich bei den Piraten doch meist um Paschtunen. Außerdem überfielen portugiesische Freibeuter ohne offiziellen Auftrag immer wieder die arakanesische Küste.

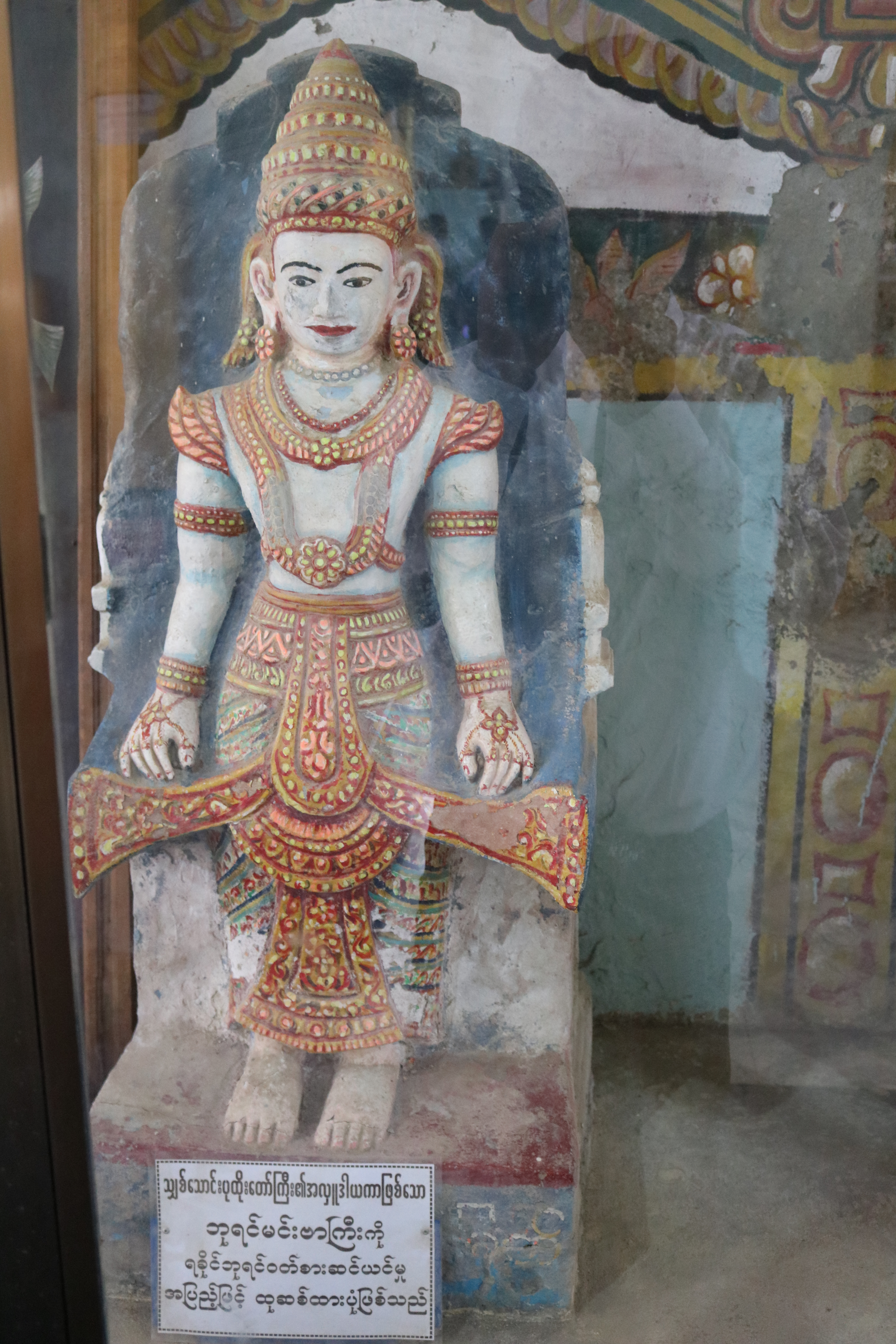
Arakans König Min Bin als Gottheit dargestellt im Shite-Thaung-Tempel in Myanmar

Arakans König König Min Bin (1531–1554) gelang es, sein Reich wieder zu stärken. Er nutzte die inneren Kämpfe im bengalischen Reich, um 1531 Chittagong und Ramu einzunehmen. Dann marschierten die Arakanesen auf Dhaka zu und erzwangen Verhandlungen. Min Bin zog in der bengalischen Hauptstadt Gaur als erfolgreicher Eroberer ein. Er machte eine bengalische Prinzessin zu seiner Königin, wofür er auf Chittagong zugunsten der Bengalen verzichtete. Trotz Silveiras erfolgloser Verhandlungen war die Hafenstadt von großer Bedeutung. Seit 1517 schickten die Portugiesen jährlich Handelsschiffe nach Chittagong.
1533 entsandte der portugiesische Gouverneur in Goa Nuno da Cunha 200 Mann und fünf Schiffe unter dem Kommando von Martin Afonso de Mello Jusarte nach Chittagong, um die Erlaubnis für den Bau einer Faktorei zu bitten. Eine Delegation machte dem Sultan von Bengalen in Gaur ihre Aufwartung und brachte kostbare Geschenke. Doch Sultan Ghiyasuddin Mahmud Shah ließ die Emmissäre und in Chittagong auch Jusarte mit 30 Mann in Haft nehmen. Die Portugiesen unterstützten nun den Sultan in seinem Kampf gegen die Paschtunen. Die brachte ihnen die Freiheit zurück und die Erlaubnis, eine Festung zu errichten. Kurz darauf führten Missverständnisse zur erneuten Arrestierung der Portugiesen. Der Gouverneur von Goa entsandte daraufhin 1534 António de Silva Meneses mit neun Schiffen und 350 Mann, um in Chittagong die Situation zu klären. Da sein Bote Jorge Alcocorado länger brauchte, als erwartet, brannte Meneses zwischenzeitlich Chittagong und andere bengalische Küstenorte nieder. Auch Arakan attackierte er, obwohl das Reich nichts mit der Gefangennahme von Jusarte zu tun hatte. Die Portugiesen waren noch immer im Glauben, Arakan sei ein schwacher Kleinstaat, dem man nicht trauen könne. Die Portugiesen schickten eine Flotte den Fluss rauf nach Mrauk U, um sie zu erobern, wurden aber  durch eine trickreiche Verteidigungsstrategie von den Arakanesen geschlagen. Nachts hatten sie eine Flotte aus Bambusflössen mit Soldatenpuppen und Sprengkörpern auf die portugiesischen Schiffe zutreiben lassen. Als diese auf die vermeintlichen Angreifer das Feuer eröffneten, entzündeten sich Tausende Feuerwerke, so dass mehrere portugiesische Schiffe Feuer fingen. Die Portugiesen zogen sich zurück.
Portugal kontrollierte inzwischen den gesamten Seehandel zwischen Orissa und Chittagong. Man hatte praktisch alle bengalischen Händler verdrängt, indem man jedes Handelsschiff zwang, einen Passierschein zu erwerben, wenn es nicht auf See versenkt werden sollte. Da die Bengalen ihre Häfen als einzige Bezugsquellen für ihre Handelswaren aufrechterhalten wollten und die bisherige bengalische Kontrolle des Seehandels in der Region arakanische Exporte benachteiligte. Portugal wollte den Wettbewerb der Warenanbieter, um die Preise zu senken, und mehr Absatzmärkte für die eigenen Waren. Das kam Arakan entgegen, weswegen Min Bin ein freundschaftliches Verhältnis zu den Portugiesen suchte. Mit portugiesischer Hilfe wurde Mrauk U zuram besten befestigten Stadt am Golf von Bengalen ausgebaut. 1536/37 durften die Portugiesen das Zollhaus in Chittagong übernehmen und eine Faktorei zu errichten. Die Jesuiten bauten in Chittagong zwei Kirchen und eine Mission.
Dem paschtunischen Herrscher Sher Shah Suri (Sher Khan) war es 1538 gelungen, Gaur zu erobern, sich dort zum Sultan zu krönen und somit die Dynastie der Suriden zu begründen, die ihr Machtzentrum in Delhi hatte. Sein Gouverneur in Bengalen Khidr Khan musste Sher Shah Suri 1541 mit einem zweiten Feldzug gegen Gaur wieder absetzen, nachdem dieser versucht hatte, sich unabhängig zu machen. Neuer Gouverneur wurde Qazi Fazilat (1541–1545).

## Zugehörigkeit zu Arakan
Ab 1544 griff der birmanische König Tabinshwehti Arakan an. Der Angriff konnte zwar abgewehrt werden, doch für einen Gegenschlag fehlten die Soldaten. Zur selben Zeit hatten Stämme aus Tippera begonnen, Chittagong und Ramu zu überfallen. Die Suriden waren durch die inneren Schwierigkeiten nicht zur Abwehr nicht fähig. Arakan gelang es stattdessen den Raja von Tippera aus Ramu zu vertreiben und Chittagong erneut zu erobern. 1545 folgte der zweite birmanische Angriff auf Arakan, der diesmal mit einer Gegeninvasion beantwortet wurde. Beim letzten birmanischen Invasionsversuch 1546 halfen portugiesische Söldner bei der Abwehr. Chittagong erlebte in den 1550er-Jahren wahrscheinlich noch mehrere Eroberungen, blieb aber letztendlich unter der Herrschaft von Arakan.
Der paschtunische Gouverneur in Gaur Muhammad Khan Sur (1545–1555) nutzte 1554 die Schwäche der Suriden und erklärte Bengalen erneut für unabhängig. Seine Dynastie sollte noch drei Herrscher hervorbringen: Khizr Khan Suri (1555–1561), Ghiyasuddin Jalal Shah (1561–1563) und Ghiyasuddin Shah III. (1563–1564). 1564 übernahm die Karrani-Dynastie die Macht. Die paschtunische Herrschaft in Bengalen endete mit dem Tod des letzten Herrschers Daud Khan Karrani (1572–1576) und der Eroberung durch das Mogulreich, das nun zum neuen Nachbarn Chittagongs wurde. Eine Bedrohung für die ostbengalischen Gebiete Arakans, denn Großmogul Akbar sah ganz Bengalen als seine Provinz.

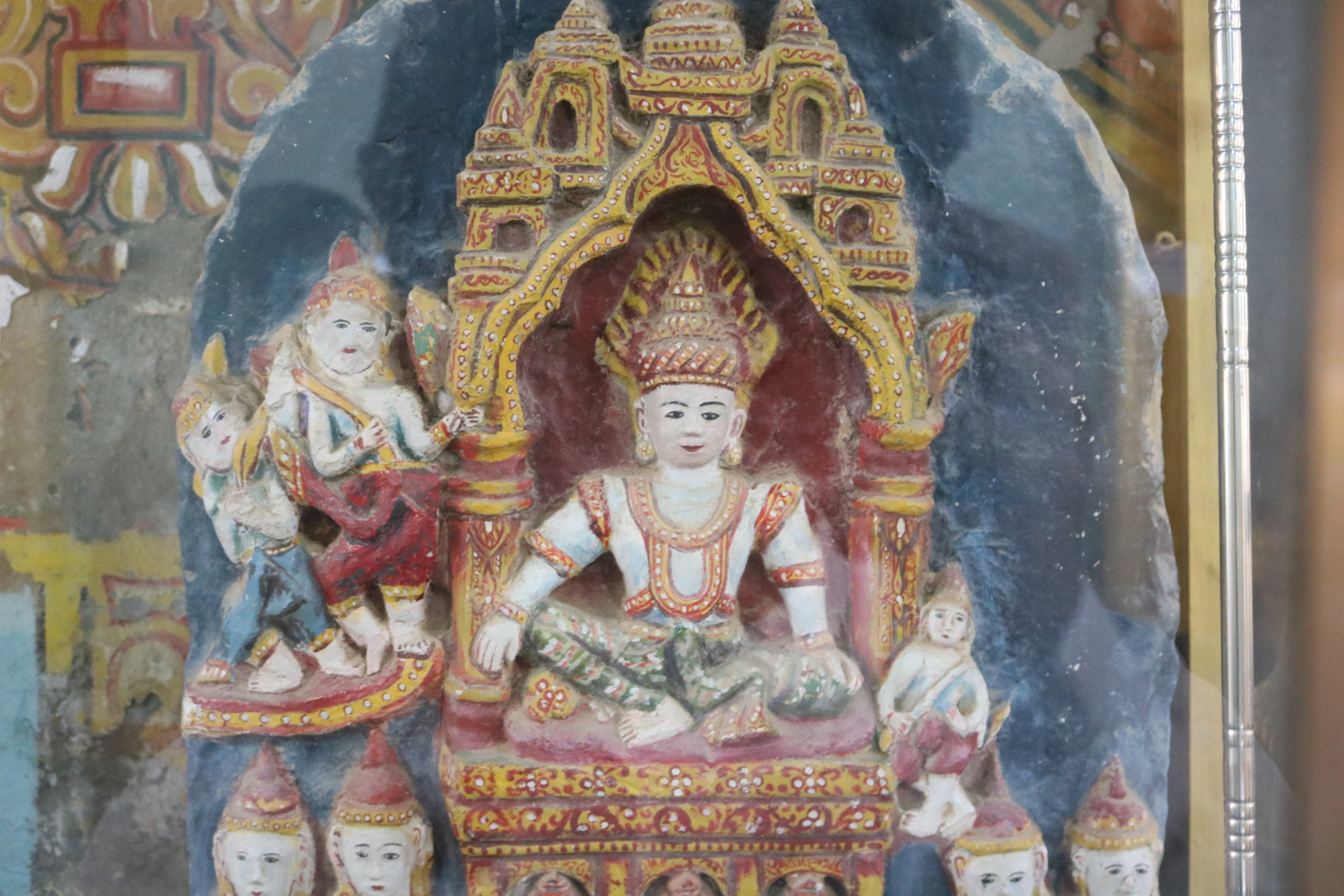
König Min Razagyi von Arakan

Arakans König Min Sekkya (Min Setya, 1564–1572) nutzte unabhängige portugiesische Händler, um seine Grenze zu schützen. Die von Min Sekya gegründete erste portugiesische Siedlung war Dianga (heute Bunder oder Feringhi Bunder), am Südufer des Flusses Karnaphuli, gegenüber von Chittagong. Ein Risiko, denn die Portugiesen in Chittagong und der vorgelagerten Insel Sandwip (Sundiva) waren nach der arakanesischen Einnahme der Stadt teils feindlich gegenüber Arakan eingestellt. 1569 entsandte Min Sekya einen Unterhändler, um die Freundschaft mit den Portugiesen zu festigen. Die Situation für den arakanesischen König verbesserte sich, nachdem sein Gouverneur Nusrat Khan, der Min Sekkya immer wieder Schwierigkeiten bereitet hatte, von den Portugiesen im Kampf getötet wurde. Min Sekkya vereinbare mit den Portugiesen im Gegenzug zum Schutz der Grenze zum Mogulreich Handelskonzessionen. Die Portugiesen in Dianga verdienten sich aber auch mit Sklaven, die sie bei Überfällen auf die bengalische Küste einfingen und an den König von Arakan verkauften. Doch war Min Sekkya bewusst, dass den Portugiesen nicht voll zu trauen war, weswegen er als neuen Gouverneur von Chittagong einen loyalen Verwandten einsetzte, mit dem besonderen Auftrag, die Portugiesen im Auge zu behalten. zur Sicherheit war immer ein Kontingent arakanesischer Soldaten in Chittagong stationiert, das jährlich ausgetauscht wurde.
Arakan profitierte von Chittagong als Handelszentrum. Ein- und Ausfuhr von Fisch, Salz und Obst wurde besteuert. Auf Teak und Erze hatte der König das Monopol. Dazu kamen Gebühren für den Bau von Bewässerung, Brücken und Tempeln.

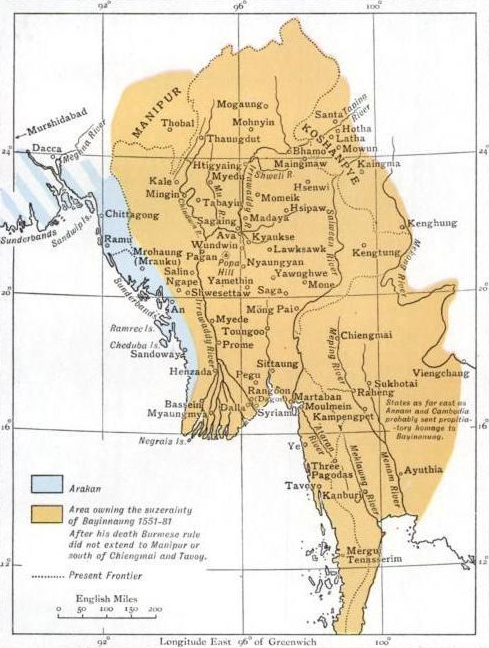
Die Reiche von Arakan (blau) und der birmanischen Taungu-Dynastie (1581)

1581 scheiterte wieder eine birmanische Invasion Arakans. 1585 versuchte sich Amar Manikya, König von Tippera, mit einem Angriff auf das Reich. Sein Sohn Rajdharnarayan führte eine große Streitmacht, die auch von einigen portugiesischen Händlern unterstützt wurde. Chittagong wurde eingenommen, ebenso mehrere Militärposten auf dem Weg nach Ramu. Die Portugiesen sahen aber schließlich bei Arakan die besseren Verdienstmöglichkeiten und übergaben die Lager der Tippera den Arakanesen. Die Invasoren flohen zurück nach Chittagong, wo sie von den Arakanesen gnadenlos vernichtet wurden. Die portugiesischen Händler halfen Arakan bei der Rückeroberung der Stadt.
1598 lebten etwa 2500 Portugiesen und Eurasier in Arakan, doch während die Händler in Dianga durch Verträge mit Arakan verbunden waren, verursachten unabhängige portugiesische Händler neue Probleme. 1590 erhoben sich Portugiesen in Chittagong gegen Arakan und besetzten die Festung der Stadt und die umliegenden Inseln um Sandwip. António de Sousa Godinho, der den Aufstand anführte, zwang die Sandwip selbst zur Tributpflicht gegenüber der portugiesischen Niederlassung in Chittagong. Die Aufständischen und Arakan schlossen bald wieder Frieden, aber Sandwip blieb in einer unklaren Lage. An einigen Orten gab es portugiesische Verwalter, andernorts herrschte das Mogulreich. Unter anderem hatte das Imperium ein Fort auf der Insel. Außerdem erhob Kedar Rai, der bengalische Herrscher von Sripur, Anspruch auf die Insel. Die Großmogule hatten die Insel aus seinem Herrschaftsgebiet abgetrennt. Sripur hatte, wie elf andere Bara Bhuyas im Südosten Bengalens, trotz der Eroberung des Rests der Region durch die Großmogule seine Unabhängigkeit bewahren können. Sandwip hatte er kurzzeitig erobert und hoffte nun auf eine Gelegenheit, die Kontrolle wieder zu übernehmen. König Min Razagyi (1593–1612) hatte 1599 den Höhepunkt der Macht Arakans erreicht. Die birmanische Taungu-Dynastie wurde besiegt und die Küste des Golf von Bengalen stand unter der Kontrolle Arakans von den Sundarbans bis zum Golf von Martaban. Doch die weiteren Revolten portugiesischer Händler sollten zum Niedergang führen.
Domingo Carvalho und Manuel de Matos besetzten 1602 Sandwip und errichteten dort einen Stützpunkt. 1605 wurden die Portugiesen von Sandwip vertrieben und 1607 tötete Min Razagyi die 600 Portugiesen in Dianga. Eine kleine Gruppe Portugiesen entkamen dem Massaker und siedelten auf eine kleine Insel in der Gangesmündung. Einer von ihnen war Sebastião Gonçalves Tibau, der später im Jahr mit 400 Portugiesen die Insel Sandwip zurückeroberte. Mit einer Streitmacht von schließlich 1000 Portugiesen agierte er praktisch als unabhängiger König der Insel und eroberte auch die Inseln Dakhin Shahbazpur und Patelbanga. 1615 schickte Tibau sich an, das Reich von Arakan zu erobern und bekam dafür Unterstützung vom portugiesischen Vizekönig von Goa. Im Oktober traf die portugiesische Flotte auf jene von Arakan, die von Schiffen der Niederländischen Ostindien-Kompanie (VOC) unterstützt wurden. Die Portugiesen verloren die Schlacht und der Großteil der Streitmacht kehrte in die koloniale Hauptstadt Goa zurück.

## Unter Moguln und Briten

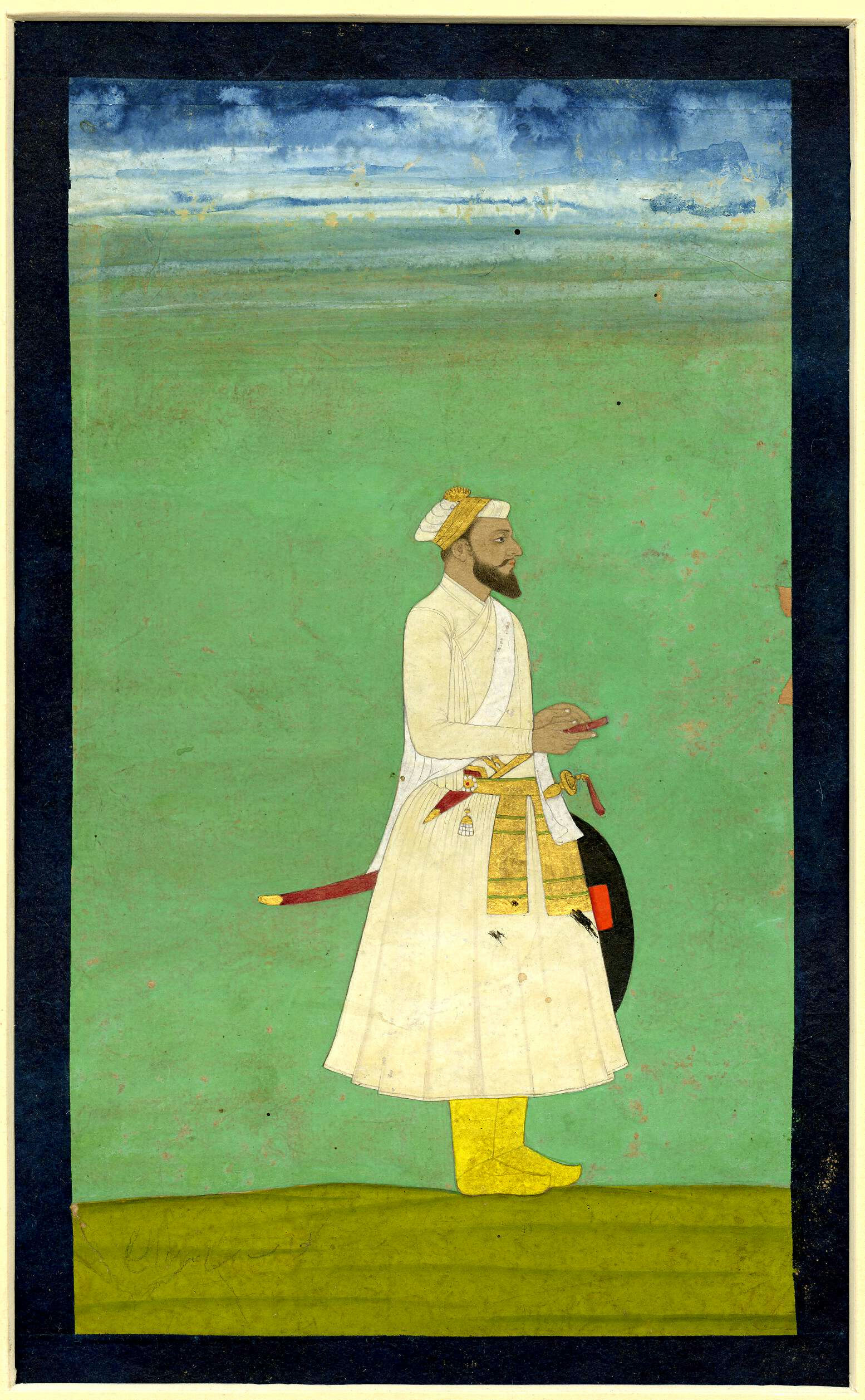
Shaista Khan, der Eroberer von Chittagong 1666

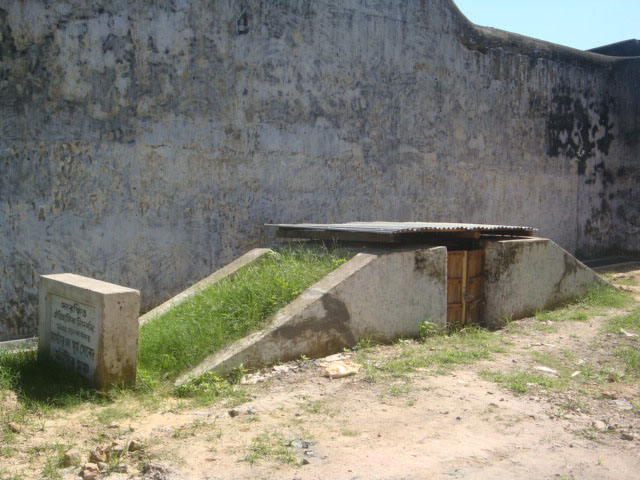
Die Hinrichtungsstätte der Aufständischen von 1930 im Zentralgefängnis von Chittagong ist heute eine nationale Gedenkstätte

1616 vertrieb Delwar Khan, ein Offizier aus dem Mogulreich, die Portugiesen endgültig von Sandwip und regierte selbst 50 Jahre über die Insel als unabhängiger Herrscher. Die Portugiesen, die in Dianga und Chittagong geblieben waren, verbündeten sich wieder mit Arakan und verschrieben sich der Piraterie. Doch die Truppen von Subedar Shaista Khan, der für den Großmogul über Bengalen herrschte, nahmen zunächst im November 1665 Sandwip ein. Die Portugiesen in Chittagong konnte er im Januar 1666 mit Bestechungsgeldern und Schutzversprechen zur Aufgabe der Stadt bewegen. Die portugiesischstämmige Bevölkerung zog weiter nach Feringhi Bazar (südlich des heutigen Dhaka). In der Regierungszeit von Großmogul Aurangzeb (1658–1707) wurde Chittagong in „Islamabad“ umbenannt und ein Faujdar eingesetzt. Unter dem Mogulreich wurde die Chittagong planmäßig ausgebaut. Ortsnamen, wie Rahamatganj, Hamzer Bagh, Ghat Farhadbegh und Askar Dighir Par sind die Namen von Statthaltern (Nawab), die von den Großmogulen eingesetzt wurden.
Später geriet Shaista Khan in Streit mit den englischen Händlern in Hugli. Ein Krieg brach aus und die Engländer wurden aus Hugli vertrieben. Diese versuchten nun Chittagong zu erobern und besetzten die Insel Hijli in der Flussmündung des Rasulpurs, eines Nebenflusses des Hugli-Flusses. 1690 einigte man sich in Verhandlungen, dass die Engländer eine neue Faktorei in Kalkutta gründen durften.

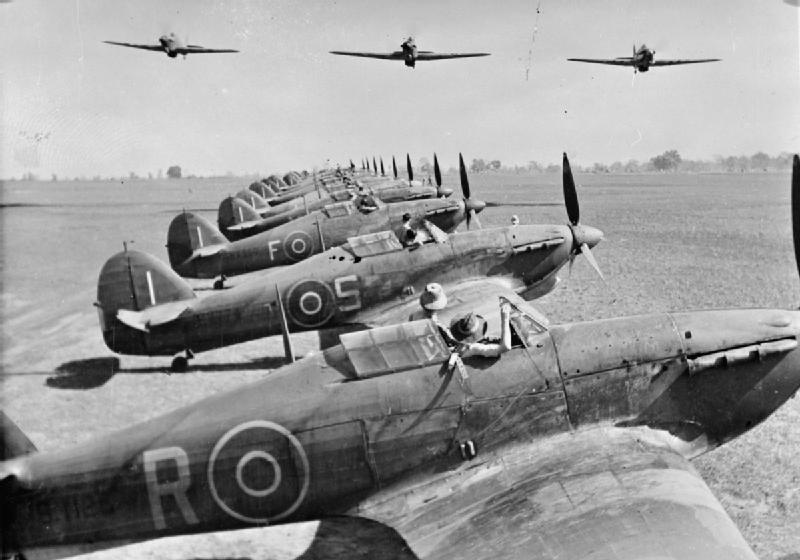
Flugzeuge der Royal Air Force, während des Zweiten Weltkriegs in Chittagong

1760 fiel Chittagong an die Engländer. In der britischen Zeit verlor die Stadt zunächst immer mehr an Bedeutung, zugunsten von Kalkutta. Erst nach der Teilung Bengalens 1905 und der Gründung der Provinz Ostbengalen und Assam änderte sich das wieder. Die neugebaute Assam Bengal Railway verband den Hafen von Chittagong nun mit seinem Hinterland, was zu einem starken Wachstum der Stadt führte.
Im Ersten Anglo-Birmanischen Krieg 1823 bedrohten die Birmanen Chittagong. Beim Sepoyaufstand im September 1857 gelang es den Aufständischen, die Schatzamt für mehrere Tage zu besetzen.
Ostern 1930 kam es zum Chittagong-Aufstand, einem der bedeutendsten Aufstände gegen die britische Kolonialherrschaft, bei dem zwei Kasernen unter der Führung von Surya Sen gestürmt wurden.
Im Zweiten Weltkrieg war Chittagong ein wichtiger Militärstützpunkt der Alliierten im Kampf gegen das Japanische Kaiserreich. Mehrmals wurde Chittagong von der japanischen Luftwaffe angegriffen. Naturkatastrophen und das Ausbleiben von Reislieferungen aus dem von Japan besetzten Birma führten zur großen Hungersnot in Bengalen 1943 mit 1,5 bis 4 Millionen Toten. Auch Chittagong war davon betroffen.

## In Ostpakistan und im unabhängigen Bangladesch

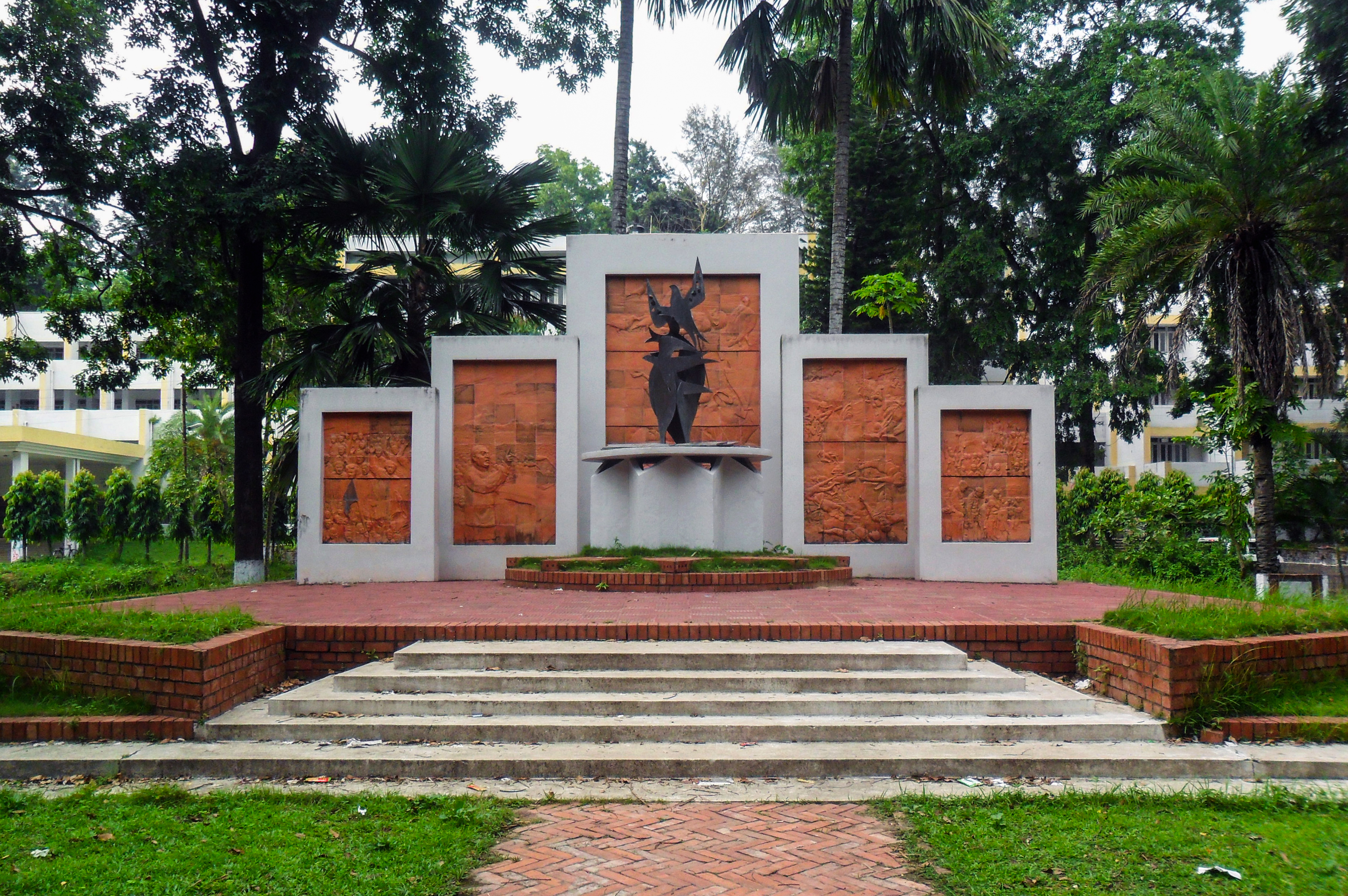
Swadhinata Smrity Mural (Unabhängigkeitsmauer)

Mit dem Abzug der Briten wurde Chittagong Teil von Ostpakistan. Die Stadt wuchs mit der zunehmenden Industrialisierung rasant und dehnte sich bald bis nach Patenga aus, wo heute der internationale Flughafen liegt. Die University of Chittagong wurde 1966 gegründet.
1971 war Chittagong der erste Ort, wo die Unabhängigkeitserklärung von (West)pakistan über Radio veröffentlicht wurde. Im darauf folgenden Bangladesch-Krieg versenkten Freiheitskämpfer mehrere Schiffe im Kanal des Karnaphuli, womit der Hafen komplett blockiert war. In der Stadt kam es zu großen Schäden und zahlreichen Opfern. Der Wiederaufbau gelang in wenigen Jahren, womit Chittagong seinen Status als wichtige Hafenstadt zurückgewann.
Im Dezember 2010 gab es in Chittagong gewaltsame Auseinandersetzungen zwischen Textilarbeitern und Sicherheitskräften. Dabei starben drei Menschen und 185 weitere Menschen wurden verletzt. Die Unruhen brachen aus, weil einige Unternehmen sich nicht an den gesetzlich festgeschriebenen Mindestlohn hielten.